# Charles Vernon Boys
Charles Vernon Boys (Wing, 1855 – St Mary Bourne, 1944) è stato un fisico britannico.
Inventore di un apparecchio per fotografare i fulmini, nel 1893 calcolò tramite l'uso di una bilancia di torsione la densità della terra con un'accuratezza notevolissima.